# 徳島県立鳴門高等学校
徳島県立鳴門高等学校（とくしまけんりつ なるとこうとうがっこう）は、徳島県鳴門市撫養町斎田に所在する公立の高等学校。

## 設置学科
- 全日制課程
  - 普通科
- 定時制課程
  - 普通科

## 沿革
- 1909年（明治42年）4月 - 徳島県立撫養中学校として開校。
- 1948年（昭和23年）3月 - 廃止。
- 1948年（昭和23年）4月 - 徳島県鳴門高等学校設立。撫養中学校校舎、敷地を使用｡定時制の松茂分校（農業・家庭）設置。
- 1949年（昭和24年）4月 - 学制改革による新制徳島県鳴門高等学校開設。学区制、男女共学制を採用。松茂分校に普通課設置。
- 1951年（昭和26年）4月 - 撫養高等学校定時制及び堀江分校を合併。
- 1955年（昭和30年）4月 - 松茂分校農業課程、家庭課程廃止。
- 1956年（昭和31年）3月 - 堀江分校生徒募集停止。
- 1956年（昭和31年）4月 - 徳島県立鳴門高等学校と改称。
- 1963年（昭和38年）4月 - 松茂分校全日制となる。
- 1970年（昭和45年）3月 - 松茂分校生徒募集停止。
- 1971年（昭和46年）4月 - 理数科設置。
- 1980年（昭和55年）4月 - 理数科生徒募集停止。
- 2005年（平成17年）4月 - 単位制及び2学期制を導入。
- 2008年（平成20年）4月 - 2学期制から3学期制へ移行。

なお同校の校歌は作詞者は佐藤安一だが、作曲者は不明となっている。

## 部活動
野球部は県内の強豪校の一つであり、全国大会での優勝経験もある。詳しい戦績については全国高等学校野球選手権大会 (徳島県勢)及び選抜高等学校野球大会 (徳島県勢)を参照。また、ラグビー部、サッカー部及びハンドボール部なども県内の強豪である。
- サッカー（男・女）
- ラグビー
- 硬式野球
- バレーボール
- バスケットボール
- 柔道
- 剣道
- なぎなた
- バドミントン
- 弓道
- ハンドボール
- ダンス部

### 文化部
- パソコン
- 放送
- 吹奏楽
- 文芸・漫画
- 美術
- 書道
- 演劇
- ヒューマンネットワーク
- サインランゲージ
- 茶道
- 百人一首
- 阿波踊り
- 家庭クラブ
- 華道
- 合唱
- 写真
- 国際理解
- 将棋

## 著名な出身者
政治
- 泉理彦（鳴門市長）
- 広瀬憲発（元松茂町長）

企業
- 豊崎賢一（元スシロー社長）
- 大塚正士（大塚グループ総帥）
- 米田豊彦（徳島新聞理事社長）

学者
- 高橋尚孝（昆虫学者）
- 吉本徹也（元裁判官）

スポーツ
- 大久保英男（元プロ野球選手）
- 日野美澄（元プロ野球選手）
- 八田正（元プロ野球選手）
- 別部捷夫（元プロ野球選手）
- 板東里視（元プロ野球選手）
- 白石静生（元プロ野球選手）
- 小川弘文（元プロ野球選手）
- 渋谷幸春（元プロ野球選手）
- 板東順司（元プロ野球選手）
- 笹本信二（元プロ野球選手）
- 住友一哉（元プロ野球選手）
- 川端順（元プロ野球選手）
- 秦真司（元プロ野球選手）
- 島田茂（元プロ野球選手）
- 潮崎哲也（元プロ野球選手）
- 大貝恭史（元プロ野球選手）
- 福田信一（元プロ野球選手）
- 住友健人（元プロ野球選手） - 現硬式野球部コーチ
- 富永一（元プロ野球選手）
- 板東湧梧（プロ野球選手）
- 河野竜生（プロ野球選手）
- 山田隆弘（元体操五輪代表選手）
- 畠田好章（元体操五輪代表選手）
- 弘山晴美（陸上五輪代表）
- 石川雅博（プロサッカー選手）
- 市橋卓士（ボートレーサー）
- 喜多須杏奈（女子ボートレーサー）
- 西野雄貴（ボートレーサー）
- 宮﨑光基（ボートレーサー）

芸能
- Kaya（歌手）
- 山本大介（芸人）

## 交通アクセス
- ＪＲ四国 鳴門線撫養駅より徒歩約10分
- ＪＲ四国 鳴門線鳴門駅より徒歩約15分